# ژاک ماهو
ژاک ماهو (انگلیسی: Jacques Mahu; ۱ ژانویهٔ ۱۶۰۰ – ۲۳ سپتامبر ۱۵۹۸) گردشگر اهل هلند بود. در سال ۱۵۹۸، او پنج کشتی را که توسط پیتر ون در هاگن و یوهان ون در ویکن سازماندهی شده بود، رهبری کرد تا مسیری تجاری به جزایر ملوک پیدا کند و مردم محلی را به قیام علیه اسپانیایی‌ها تحریک کند. سفر اکتشافی در ۲۷ ژوئن ۱۵۹۸ از روتردام آغاز شد، اما از همان ابتدا دچار بدبختی شد.
این ناوگان‌ها شامل:
- هوپ (De Hoop «امید»)، با ۱۳۰ خدمه، ویلیام در ابتدا سوار این کشتی شد. تحت فرماندهی ژاک ماهو (متوفی ۱۵۹۸). پس از او سیمون د کوردز، فرماندهی را در دست گرفت. کشتی در ۲۳ فوریه در نزدیکی جزایر هاوایی غرق شد.
- لیفده (De Liefde «عشق»)، با ۱۱۰ خدمه، تحت فرماندهی سیمون د کوردز، نفر بعدی فرماندهی گورت ون بونینگن بود و در نهایت با فرماندهی یاکوب کوارناک جانشین شد. این تنها کشتی بود که به ژاپن رسید.
- هروف (Het Gelof «ایمان»)، با ۱۰۹ خدمه، زیر نظر گورت ون بونینگن، و در پایان، سبالت دو ورت. تنها کشتی که به روتردام بازگشت.
- ترائوو (De Trouw «وفاداری»)، با ۸۶ خدمه، برادر ویلیام در این کشتی قرار گرفت. نخست تحت فرماندهی جوریان ون بوخوت (متوفی ۱۵۹۹) و سرانجام، بالتازار د کوردز. این کشتی توسط اسپانیایی‌ها در تیدور ضبط شد.
- بلایده بوتسخاب (De Blidje Boodschop «خبر خوب»)، با ۵۶ خدمه، تحت فرماندهی سبالت دو ورت، و بعدها، با فرماندهی دیرک گریتز پومپ در والپارایسو توقیف شد.[۱]

ژاک ماهو و سیمون د کوردز رهبران یک سفر اکتشافی با هدف رسیدن به شیلی، پرو و سایر پادشاهی‌ها (در اسپانیای نو بودند). مأموریت اولیه ناوگان این بود که به سمت سواحل غربی آمریکای جنوبی حرکت کند، جایی که محموله‌های خود را به نقره می‌فروختند و تنها در صورت شکست اولین مأموریت، قرار بود به سمت ژاپن حرکت کنند. در آن صورت، آنها قرار بود قبل از بازگشت به اروپا، نقره را در ژاپن به دست آورند و ادویه‌جات را در جزایر ملوک بخرند. هدف آنها عبور از تنگه ماژلان برای رسیدن به مقصد بود که به دلیل شرایط سخت آب و هوایی بسیاری از ملوانان را ترساند.
کشتی‌ها پس از ترک خوری-افرفلاکی در ۲۷ ژوئن ۱۵۹۸ به طرف کانال مانش رفتند، اما تا اواسط ژوئیه در داونز لنگر انداختند. هنگامی که کشتی‌ها به سواحل شمال آفریقا نزدیک شدند، سیمون د کوردز متوجه شد که در هفته‌های اولیه سفر بیش از حد سخاوتمند بوده و «سیاست مصرف نان» را وضع کرد.
در پایان ماه اوت به دلیل کمبود آب و نیاز به میوه تازه در سانتیاگو، دماغه سبز و مایو، دماغه سبز در سواحل آفریقا فرود آمدند. آنها حدود سه هفته به امید خرید چند بز ماندند. در نزدیکی پرایا موفق شدند قلعه پرتغالی‌ها را در بالای تپه‌ای اشغال کنند، اما بدون هیچ غنیمت قابل توجهی بازگشتند. در براوا، دماغه سبز، نیمی از خدمه «هوپ» تب کردند و بیشتر مردان بیمار بودند، از جمله دریاسالار ژاک ماهو. پس از مرگ او، رهبری سفر اکتشافی را سیمون د کوردز، با ون بونینگن به عنوان معاون دریاسالار به عهده گرفتند. به دلیل باد مخالف، ناوگان از مسیر خارج شد (شمال شمالی در جهت مخالف) و به دماغه لوپز، گابن، آفریقای مرکزی رسید.

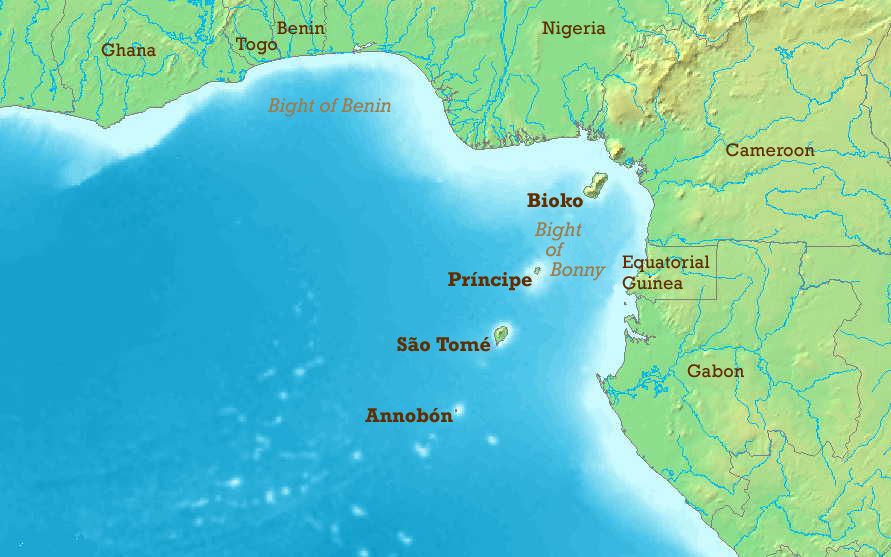
موقعیت آنوبون در خلیج گینه

به دلیل شیوع بیماری اسکوربوت در ۹ دسامبر در آنوبون (در گینه استوایی کنونی) پیاده شدند.
چند مرد به خاطر دیسانتری بیمار شدند. آنها به جزیره حمله کردند و متوجه شدند که پرتغالی‌ها و متحدان بومی آنها خانه‌های خود را آتش زده و به تپه‌ها فرار کرده‌اند.
هلندی‌ها همه مردان بیمار خود را برای بهبودی به خشکی فرستادند و در اوایل ژانویه منطقه را ترک کردند. به دلیل گرسنگی، مردان در ضعف شدید فرورفتند. برخی حتی سعی کردند چرم بخورند. در ۱۰ مارس ۱۵۹۹ آنها به ریو دلا پلاتا، در آرژانتین رسیدند.
در اوایل آوریل، آنها به تنگه به طول ۵۷۰ کیلومتر، عرض ۲ کیلومتر در باریکترین نقطه، با نمودار نادرست بستر دریا رسیدند؛ بنابراین برای چهار ماه آینده آنها در دمای انجماد و دید ضعیف، پنگوئن، فوک، صدف، اردک و ماهی را صید کردند. حدود دویست خدمه جان باختند. در ۲۳ اوت آب و هوا بهتر شد.